# Vaso Bakočević
Vaso Bakočević (ur. 10 sierpnia 1989 w Risanie) – czarnogórski zawodnik mieszanych sztuk walki (MMA) i pięściarz walczący na gołe pięści. Walczył m.in. dla Bellator MMA, KSW czy FEN. Mistrz WFC oraz Megdan Fighting w wadze lekkiej oraz MFC w wadze open (otwartej).

## Kariera MMA
W zawodowym MMA zadebiutował w 2010 roku na gali „UCF 3", odnotowując pierwsze zwycięstwo w swojej karierze MMA.
We wrześniu 2014 roku podpisał kontrakt z KSW. W nieudanym debiucie na KSW 28, Vaso przegrał z Maciejem Jewtuszko. Następnie 6 grudnia 2014 roku stoczył swój drugi pojedynek na KSW 29 z Arturem Sowińskim, który również przegrał. Po 9 miesiącach, podczas gali  przegrał (przez poddanie) pojedynek KSW z Anzorem Ażyjewem.
Po 3 latach powrócił do Polski, tocząc rewanżowy pojedynek podczas Fight Exclusive Night z Maciejem Jewtuszko, który wygrał, gdyż rywal przez kontuzję nie był zdolny wyjść do 2 rundy.
Na gali KSW 51 (9 listopada 2019) w Zagrzebiu zmierzył się z byłym mistrzem KSW w wadze półśredniej Borysem Mańkowskim. W tym starciu przez duszenie anakondą zwyciężył Polak z Czarnogórcem.
9 czerwca 2019 roku, w zaledwie po 18 sekundach od rozpoczęcia pojedynku technicznie znokautował pochodzącego z Ukrainy Maksyma Sorokę.
Oczekiwano, że na gali Megdan 7 stoczy walkę z argentyńsko-chorwackim Francisco Barrio. Do starcia zawodników doszło jednak na FNC: Armagedon Quarterfinals 11 września 2021. Podczas walki Czarnogórzec zerwał mięsień czworogłowy uda. Wykorzystał to jego rywal i po 60 sekundach pokonał go gilotyną.
22 maja 2022 roku wystąpił na pierwszej edycji regionalnej gali MMA Armmada. Przeciwnikiem „Psychopaty” był pochodzący z Bośni i Hercegowiny, Dragoljub Stanojević. Bakočević dominował przez całą pierwszą rundę, zadając wiele ciosów w parterze. Po zakończeniu pierwszej rundy Stanojević wycofał się z kontynuowania pojedynku.
Podczas gali FNC 6 w dniu 17 czerwca 2022 roku pokonał przez techniczny nokaut Izraelczyka, Kirilla Medvedovskiego.
W tzw. Co-Main Evencie (drugiej walce wieczoru) gali Serbian Battle Championship 44 przegrał przez poddanie duszeniem zza pleców w pierwszej rundzie z Maxem Dennerem. Bakočević po tej walce ogłosił zakończenie kariery MMA, jednocześnie zapowiedział, że będzie kontynuował walki w innych formułach, m.in. na gołe pięści.
17 lutego 2023 pomimo deklaracji wrócił do MMA i wystąpił w walce wieczoru gali Serbian Battle Championship 47 w Serbii. Bakočević bez problemów zdemolował rywala już w pierwszej rundzie.
Podczas wydarzenia FNC 13 w stolicy Serbii doszło do głośnego rewanżu Bakočevicia z Francisco Barrio. Popularny „Psychopata” ponownie musiał uznać wyższość rywala, przegrywając tym razem w drugiej odsłonie.
7 września 2024 na gali FNC 19 w Puli wygrał przez dyskwalifikację Filipa Pejicia. W pierwszej rundzie Chorwat sfaulował Bakočevicia nielegalnym soccer kickiem, czyli kopnięciem w głowę w parterze.

## Inne formuły

### Boks na gołe pięści
23 października 2020 stoczył swój pierwszy pojedynek w formule boksu na gołe pięści z możliwością używania uderzeń łokciami, podczas pierwszej gali nowo powstałej organizacji Genesis. Zwyciężył pojedynek nokautując rywala w drugiej rundzie.
W styczniu 2024 ogłoszono, że podpisał kontrakt z BKFC, największą na świecie organizacją zajmującą się walkami bokserskimi na gołe pięści. Zadebiutował w niej 22 marca 2024 na gali BKFC 58 w Sofii, mierząc się z egipskim zawodnikiem MMA, Ramadanem Noamanem. Zwyciężył większościową decyzją sędziów.
15 lutego 2025 podczas gali FNC 21: Batur vs. Andryszak w Zadarze zmierzył się z Petarem Ražovem. Przegrał jednogłośną decyzją sędziów, notując pierwszą porażkę w boksie na gołe pięści.
Podczas gali FNC 23: Stošić vs. Moeil, która odbyła się 24 maja 2025 w Belgradzie pokonał przez techniczny nokaut w pierwszej rundzie Dimitriego Angeliniego.

### MMA na gołe pięści
17 marca 2022 federacja Wotore – organizująca walki MMA na gołe pięści ogłosiła, że podczas gali Wotore 5: Krwawy Spektakl Bakočević zmierzy się z byłym mistrzem KSW w wadze piórkowej, Marcinem Wrzoskiem. Przegrał walkę przez techniczny nokaut w pierwszej rundzie, po ciosach łokciami oraz uderzeniami głową.

### Boks
W pierwszej walce stoczonej w formule boksu, która odbyła się 26 października 2021 na gali Pravda Fight Championship: Monson vs. Nikulin zmierzył się z Rosjaninem, Światosławem Kowalenko. Przegrał jednogłośną decyzją sędziów.
15 września 2022 powracająca po latach organizacja MMA Attack ogłosiła zestawienie Bakočevicia z zawodnikiem freak show fight, Mateuszem Murańskim na galę MMA Attack 4: Reaktywacja. Co-Main Event (drugą walkę wieczoru) w formule bokserskiej zwyciężył Czarnogórzec, pokonując „Murana” jednogłośną decyzją sędziowską (30:25, 30:25, 30:25).

### Kick-boxing
14 listopada 2022 federacja High League podczas pierwszej konferencji do gali nr 5. ogłosiła walkę Bakočevicia z Dawidem Załęckim w formule kick-bokserskiej na zasadach K-1. Starcie już w pierwszej rundzie zwyciężył mniej doświadczony Załęcki przez kontuzję nogi Bakočevicia po nokdaunie.

## Osiągnięcia

### Mieszane sztuki walki
- World Freefight Challenge
  - 2014: mistrz World FC w wadze lekkiej[36]
- Montenegro Fighting Championship
  - 2015: mistrz Montenegro FC w wadze open[37]
- Megdan Fighting
  - 2017: mistrz Megdan Fighting w wadze lekkiej[38]

## Lista zawodowych walk w MMA
| Wynik     | Bilans  | Przeciwnik (bilans przed walką) | Rozstrzygnięcie                                   | Runda | Czas | Wydarzenie                                                      | Data        | Miejsce              | Uwagi                                                                            |
| --------- | ------- | ------------------------------- | ------------------------------------------------- | ----- | ---- | --------------------------------------------------------------- | ----------- | -------------------- | -------------------------------------------------------------------------------- |
| Wygrana   | 44-24-1 | Filip Pejić (16-8-2)            | Dyskwalfikacja (soccer kick)                      | 1     | 3:46 | FNC 19                                                          | 07.09.2024  | Pula                 | Walka w wadze lekkiej. Co-Main Event                                             |
| Przegrana | 43-24-1 | Francisco Barrio (11-3)         | Poddanie (duszenie zza pleców)                    | 2     | 3:24 | FNC 13                                                          | 04.11.2023  | Belgrad              | Walka w wadze półśredniej. Main Event                                            |
| Wygrana   | 43-23-1 | Davor Matić (5-16)              | TKO (ciosy pięściami w parterze)                  | 1     | 0:35 | Serbian Battle Championship 47                                  | 17.02.2023  | Sombor               | Walka w wadze średniej. Main Event                                               |
| Przegrana | 42-23-1 | Max Denner (8-2)                | Poddanie (duszenie zza pleców)                    | 1     | 1:31 | Serbian Battle Championship 44                                  | 09.09.2022  | Belgrad              | Co-Main Event                                                                    |
| Wygrana   | 42-22-1 | Kirill Medvedovski (12-10)      | TKO (cios na wątrobę)                             | 1     | 0:55 | FNC 6                                                           | 17.06.2022  | Karlovac             | Walka w wadze półśredniej.                                                       |
| Wygrana   | 41-22-1 | Dragoljub Stanojević (11-9)     | TKO (niezdolność do kontynuowania walki)          | 1     | 5:00 | Armmada 1                                                       | 22.05.2022  | Kikinda              | Walka w wadze półśredniej. Main Event                                            |
| Przegrana | 40-22-1 | Francisco Barrio (8-2)          | Techniczne poddanie (duszenie gilotynowe)         | 1     | 1:00 | FNC: Armagedon Quarterfinals                                    | 11.09.2021  | Szybenik             | Main Event                                                                       |
| Przegrana | 40-21-1 | Aleksiej Machno (24-8)          | Decyzja (niejednogłośna)                          | 3     | 5:00 | AMC – Fight Nights: Dedicated to the Memory of Vladimir Voronov | 16.03.2021  | Moskwa               | Main Event                                                                       |
| Przegrana | 40-20-1 | Ivica Trušček (38-35)           | Poddanie (duszenie gilotynowe)                    | 2     | 3:49 | FNC 3: Trušček vs. Bakočević                                    | 31.07.2020  | Novalja              | Walka w federacji FNC o pas mistrzowski Balkan BMF w wadze open. Main Event      |
| Wygrana   | 40-19-1 | Maksym Soroka (18-19-1)         | TKO (ciosy pięściami)                             | 1     | 0:18 | Megdan Fighting 6: Milanov vs Krstic                            | 09.06.2019  | Belgrad              | Co-Main Event                                                                    |
| Przegrana | 39-19-1 | Borys Mańkowski (19-8-1)        | Poddanie (duszenie anakonda)                      | 1     | 3:36 | KSW 51: Croatia                                                 | 09.11.2019  | Zagrzeb              | Limit umowny -73 kg. Co-Main Event.                                              |
| Wygrana   | 39-18-1 | Sułtan Kalamachunow (11-41)     | TKO (ciosy pięściami)                             | 1     | 0:00 | Megdan Fighting 5: Young Knights                                | 27.06.2019  | Sremska Mitrovica    |                                                                                  |
| Wygrana   | 38-18-1 | Maciej Jewtuszko (12-4)         | TKO (kontuzja nogi)                               | 1     | 5:00 | FEN 25: Ostróda Fight Night                                     | 15.06.2019  | Ostróda              | Main Event                                                                       |
| Wygrana   | 37-18-1 | Hermes França (26-19)           | TKO (ciosy pięściami)                             | 1     | 0:00 | Megdan Fighting 4: Selected                                     | 15.03.2019  | Nowy Sad             | Main Event                                                                       |
| Wygrana   | 36-18-1 | Radovan Nedović (0-7)           | TKO (ciosy pięściami)                             | 1     | 1:16 | LEFC 7: Bakocevic vs Nedovic                                    | 23.12.2018  | Leskovac             | Main Event                                                                       |
| Wygrana   | 35-18-1 | Petar Zukić (0-3)               | TKO (ciosy pięściami)                             | 1     | 0:50 | MMA War 6: Hajrovic vs Atmeti                                   | 16.12.2018  | Novi Pazar           |                                                                                  |
| Wygrana   | 34-18-1 | Mahdi Jafari (0-0)              | Poddanie (duszenie zza pleców)                    | 1     | 2:20 | MFN 5: Bakocevic vs Jafari                                      | 27.10.2018  | Badenia-Wirtembergia | Main Event                                                                       |
| Przegrana | 33-18-1 | Andriej Korieszkow (20-2)       | KO (obrotówka na korpus)                          | 1     | 1:16 | Bellator 203                                                    | 14.07.2018  | Rzym                 |                                                                                  |
| Wygrana   | 33-17-1 | Jivko Stoimenov (7-1)           | TKO (niezdolność rywala do walki - kontuzja nogi) | 2     | 5:00 | Megdan Fighting 3: Serbia vs Rosja                              | 26.04.2018  | Nowy Sad             |                                                                                  |
| Wygrana   | 32-17-1 | Bashir Giryanov (0-0)           | KO (cios)                                         | 1     | 0:06 | KFN 2: Cavrk vs Vukic                                           | 24.03.2018  | Badenia-Wirtembergia | Limit umowny -80 kg.                                                             |
| Wygrana   | 31-17-1 | Nemanja Kukić (0-9)             | TKO (ciosy pięściami)                             | 1     | 1:29 | Combat Challenge 12: Combat Challenge Serbia                    | 25.02.2018  | Pancevo              |                                                                                  |
| Wygrana   | 30-17-1 | Tonči Peruško (7-6)             | Decyzja (jednogłośna)                             | 3     | 5:00 | CFL 1: Stosic vs. Czerwiński                                    | 30.09.2017  | Belgrad              |                                                                                  |
| Wygrana   | 29-17-1 | Dragan Dragojević (0-2)         | TKO (łokcie)                                      | 1     | ?    | Night of the Gladiator                                          | 27.07.2017  | Bihać                | Co-Main Event                                                                    |
| Wygrana   | 28-17-1 | Branislav Došenović (0-6)       | Poddanie (duszenie)                               | 1     | 1:16 | WFN: Bakocevic vs Dosenovic                                     | 15.07.2017  | Kozarska Dubica      | Main Event                                                                       |
| Wygrana   | 27-17-1 | Slobodan Vukić (0-9)            | TKO (ciosy i kopnięcia)                           | 1     | ?    | MFC 5: Suskavcevic vs. Terzic                                   | 08.06.2017  | Podgorica            |                                                                                  |
| Przegrana | 26-17-1 | Nordin Asrih (24-10-1)          | TKO (kolana przy tułowiu i ciosy)                 | 2     | 2:08 | Superior FC 17: Asrih vs. Bakocevic                             | 20.05.2017  | Düren                | Walka o pas mistrzowski Superior FC w wadze lekkiej. Main Event                  |
| Wygrana   | 26-16-1 | Stefan Zvijer (7-0)             | Decyzja (niejednogłośna)                          | 3     | 5:00 | Megdan Fighting 1: Bakocevic vs. Zvijer                         | 22.04.2017  | Nowy Sad             | Zdobył pas mistrzowski Megdan Fighting w wadze lekkiej. Main Event               |
| Przegrana | 25-16-1 | Uroš Jurišić (5-0)              | TKO (ciosy pięściami)                             | 1     | 2:11 | Cage Fight Championships 3: Jurisic vs. Bakocevic               | 26.02.2017  | Lublana              | Limit umowny -80 kg. Main Event                                                  |
| Przegrana | 25-15-1 | Sado Ucar (7-3)                 | Decyzja (jednogłośna)                             | 5     | 5:00 | Vendetta 12: Bakocevic vs. Ucar                                 | 11.02.2017  | Wiedeń               | Walka w federacji Vendetta o pas mistrzowski IFG w wadze półśredniej. Main Event |
| Wygrana   | 25-14-1 | Pascal Kloser (9-7)             | TKO (ciosy pięściami)                             | 1     | 1:51 | WCF 21 – Olimp: Road to KSW                                     | 17.12.2016  | Bad Vöslau           |                                                                                  |
| Przegrana | 24-14-1 | Dan Vinni (18-14-2)             | TKO (niezdolność do walki)                        | 2     | 5:00 | EBD 1: Escuerdo vs. Carvalho                                    | 03.12.2016  | Mons                 |                                                                                  |
| Przegrana | 24-13-1 | Jonny Kruschinske (15-18-2)     | KO (kopnięcie w ciało)                            | 1     | 1:13 | MFN 3: Aleves vs. Ilic                                          | 29.10.2016  | Badenia-Wirtembergia |                                                                                  |
| Przegrana | 24-12-1 | Gregor Weibel (10-4)            | KO (kopnięcie w ciało)                            | 1     | ?    | SMMAC 4: Soldić vs. Kloser                                      | 01.10.2016  | Bazylea              | Walka o pas mistrzowski SMMAC w wadze lekkiej.                                   |
| Wygrana   | 24-11-1 | Yannis Jacquet (8-9)            | TKO (ciosy pięściami)                             | 3     | 3:34 | WCF 20: Vacov vs Lenogue                                        | 27.08.2016  | Bad Vöslau           |                                                                                  |
| Wygrana   | 23-11-1 | Zoran Spasojevic (0-0)          | TKO (ciosy pięściami)                             | 1     | 0:40 | MCF 4: Bakocevic vs. Spasojevic                                 | 12.06.2016  | Podgorica            | Main Event                                                                       |
| Przegrana | 22-11-1 | Roberto Soldić (5-1)            | TKO (ciosy pięściami)                             | 3     | 1:51 | SBC 8: Mihajlovic vs. Jarman                                    | 05.03.2016  | Sombor               | Limit umowny -78,4 kg.                                                           |
| Wygrana   | 22-10-1 | Ivan Simic (1-7)                | TKO (ciosy pięściami)                             | 1     | 1:38 | NCF 2: Todorowic vs Markulev                                    | 11.12.2015  | ?                    | Co-Main Event                                                                    |
| Przegrana | 21-10-1 | Anzor Ażyjew (5-2)              | Poddanie (duszenie rękoma)                        | 3     | 1:39 | KSW 33: Materla vs. Khalidov                                    | 28.11.2015  | Kraków               |                                                                                  |
| Przegrana | 21-9-1  | Waylon Lowe (15-7)              | Decyzja (jednogłośna)                             | 3     | 5:00 | ADW 3: Buentello vs. Sokoudjou                                  | 03.10.2015  | Abu Zabi             |                                                                                  |
| Wygrana   | 21-8-1  | Saša Lazić (13-24-1)            | TKO (ciosy pięściami)                             | 2     | 4:24 | MFC 3: Pokrajac vs. Pavlina                                     | 27.07.2015  | Budva                | Zdobył mistrzowski pas MFC w wadze open. Co-Main Event                           |
| Wygrana   | 20-8-1  | Miša Nikolić (3-5)              | KO (cios)                                         | 1     | 0:09 | BFC: Old Rules Fighting                                         | 24.05.2015  | Belgrad              | Main Event                                                                       |
| Wygrana   | 19-8-1  | Sidarta Patarčić (0-2)          | Poddanie (duszenie trójkątem ramion)              | 1     | 3:10 | SBC 5: Mihajlovic vs. Radman                                    | 09.05.2015  | Odžaci               | Limit umowny -75 kg.                                                             |
| Wygrana   | 18-8-1  | David Matosevic (0-0)           | TKO (ciosy pięściami)                             | 1     | 4:04 | ADW 2: Mehmen vs Rogers                                         | 26.03..2015 | Abu Zabi             | Limit umowny -75 kg.                                                             |
| Wygrana   | 17-8-1  | Christian Draxler (8-3)         | Decyzja (jednogłośna)                             | 3     | 5:00 | WCF 19: Pretorian                                               | 20.12.2014  | Lublana              | Zdobył mistrzowski pas WFC w wadze lekkiej. Co-Main Event                        |
| Przegrana | 17-8-1  | Artur Sowiński (14-7)           | Decyzja (niejednogłośna)                          | 3     | 5:00 | KSW 29: Reload                                                  | 06.12.2014  | Kraków               |                                                                                  |
| Przegrana | 17-7-1  | Maciej Jewtuszko (10-2)         | KO (kolano na ciało)                              | 3     | 3:00 | KSW 28: Fighters' Den                                           | 04.10.2014  | Szczecin             |                                                                                  |
| Wygrana   | 17-6-1  | Uvais Bisayev (0-0)             | Dyskwalifikacja                                   | 1     | 3:47 | MFN 5: Bakocevic vs. Bisayev                                    | 28.06.2014  | Linz                 | Main Event                                                                       |
| Wygrana   | 16-6-1  | Iwan Kozaczenko (5-4)           | Decyzja (jednogłośna)                             | 3     | 5:00 | TFC 4: Velickovic vs. Aleksakhin                                | 14.06.2014  | Pančevo              |                                                                                  |
| Przegrana | 15-6-1  | Łukasz Chlewicki (10-3-1)       | Decyzja (jednogłośna)                             | 3     | 5:00 | PLMMA 29: Extra                                                 | 15.03.2014  | Legionowo            | Co-Main Event                                                                    |
| Wygrana   | 15-5-1  | Ilja Kurzanow (7-2)             | Decyzja (jednogłośna)                             | 3     | 5:00 | Fight Riot 3: Woroneż                                           | 22.02.2014  | Woroneż              | Co-Main Event                                                                    |
| Wygrana   | 14-5-1  | Stanislav Enchev (5-6)          | Decyzja (jednogłośna)                             | 3     | 5:00 | FFC 10: Rodriguez vs. Batzelas                                  | 13.12.2013  | Skopje               |                                                                                  |
| Przegrana | 13-5-1  | Lemmy Krušič (13-2)             | Decyzja (jednogłośna)                             | 3     | 5:00 | FFC 9: McSweeney vs. Traunmueler                                | 15.11.2013  | Lublana              |                                                                                  |
| Wygrana   | 13-4-1  | Drago Kozina (1-0)              | TKO (ciosy pięściami)                             | 1     | 3:20 | BFC 1: Rodriguez vs. Stojnic                                    | 09.11.2013  | Sarajewo             |                                                                                  |
| Przegrana | 12-4-1  | Zubaira Tukhugov (14-3)         | KO (back kick)                                    | 1     | 4:30 | Fight Night 13: Battle of Moscow                                | 26.10.2013  | Moskwa               | Walka o pas mistrzowski FNG w wadze piórkowej.                                   |
| Przegrana | 12-3-1  | Ivica Trušček (20-18)           | TKO (ciosy pięściami)                             | 2     | 1:28 | FFC 4: Perak vs. Joni                                           | 10.05.2013  | Zadar                | Co-Main Event                                                                    |
| Przegrana | 12-2-1  | Piotr Hallmann (10-1)           | TKO (przerwanie przez lekarza)                    | 2     | 0:47 | WFC 17: Olimp Live & Fight                                      | 21.10.2012  | Lublana              | Walka o pas mistrzowski WFC w wadze lekkiej.                                     |
| Wygrana   | 11-1-1  | Cristian Brinzan (2-1)          | TKO (ciosy)                                       | 2     | 4:22 | WCF 16: Return of the Champions                                 | 22.04.2012  | Lublana              |                                                                                  |
| Wygrana   | 10-1-1  | Oliver Sudac (1-0)              | Poddanie (gilotyna)                               | 1     | 0:00 | BMMAN: Basel MMA Night                                          | 06.04.2012  | Bazylea              |                                                                                  |
| Wygrana   | 9-1-1   | Timur Gagajew (2-0)             | Poddanie (dźwignia na staw łokciowy)              | 1     | 3:50 | WFC 2: Bakocevic vs. Gagaev                                     | 17.03.2012  | Litija               | Main Event                                                                       |
| Wygrana   | 8-1-1   | Aleksandar Vickovic (1-4)       | Poddanie (dźwignia na staw łokciowy)              | 1     | 2:25 | TFC 2: Tesanovic vs Minonzio                                    | 24.12.2011  | Belgrad              |                                                                                  |
| Wygrana   | 7-1-1   | Aleksandar Rakas (2-1)          | Poddanie (gilotyna)                               | 1     | 0:53 | AFC 2: The Final Chapter                                        | 19.11.2011  | Trbovlje             | Main Event                                                                       |
| Wygrana   | 6-1-1   | Ivan Vladimir (0-0)             | TKO (ciosy pięściami)                             | 1     | 1:43 | MSG 1: Candovski vs Lazic                                       | 05.11.2011  | Podgorica            |                                                                                  |
| Wygrana   | 5-1-1   | Miroslav Janic (1-0)            | TKO (ciosy pięściami)                             | 1     | 0:00 | MC 1: Vasic vs Novakovic                                        | 23.10.2011  | Jagodina             |                                                                                  |
| Remis     | 4-1-1   | Miha Utrosa (3-1)               | Remis                                             | 3     | 5:00 | WCF 1: Challengers                                              | 25.09.2011  | Litija               | Main Event                                                                       |
| Wygrana   | 4-1     | Zoran Mladenovic (0-0)          | Poddanie (dźwignia na staw łokciowy)              | 1     | 2:32 | TFC 1: Velickowic vs Uverovic                                   | 19.06.2011  | Belgrad              |                                                                                  |
| Wygrana   | 3-1     | Matija Blazicevic (0-0)         | Decyzja (jednogłośna)                             | 2     | 5:00 | AFC 1: Krusic vs. Egart                                         | 12.03.2011  | Trbovlje             |                                                                                  |
| Przegrana | 2-1     | Jevgeniy Mahteenko (2-1)        | TKO (ciosy pięściami)                             | 3     | 0:00 | CSF 5: Weinpolter vs Capkovic                                   | 21.11.2010  | Styria               |                                                                                  |
| Wygrana   | 2-0     | Milos Staic (0-1)               | TKO (ciosy pięściami)                             | 1     | 0:00 | MMAFN 1: Miloseviv vs Czene                                     | 05.06.2010  | Gornji Milanovac     |                                                                                  |
| Wygrana   | 1-0     | Ivan Rodrigues Gutierrez (3-6)  | TKO (ciosy i kopnięcie)                           | 1     | 2:27 | UCF 3: Austria vs Serbia                                        | 08.05.2010  | Wiedeń               |                                                                                  |

## Lista walk na gołe pięści

### Boks
| Wynik     | Bilans | Przeciwnik (bilans przed walką) | Rozstrzygnięcie                | Runda | Czas | Wydarzenie                   | Data       | Miejsce  | Uwagi                |
| --------- | ------ | ------------------------------- | ------------------------------ | ----- | ---- | ---------------------------- | ---------- | -------- | -------------------- |
| Wygrana   | 6-1    | Dimitri Angelini (0-2)          | TKO (przerwanie przez lekarza) | 1     | 0:39 | FNC 23: Stošić vs. Moeil     | 24.05.2025 | Belgrad  | Limit umowny -80 kg. |
| Przegrana | 5-1    | Petar Ražov (2-0)               | Decyzja (jednogłośna)          | 5     | 2:00 | FNC 21: Batur vs. Andryszak  | 15.02.2025 | Zadar    | Limit umowny -75 kg. |
| Wygrana   | 5-0    | Alexandre Ribeiro (0-0)         | Decyzja (jednogłośna)          | 5     | 2:00 | FNC 19: Fabjan vs. De Castro | 01.06.2024 | Belgrad  |                      |
| Wygrana   | 4-0    | Ramadan Noaman (0-0)            | Decyzja (większościowa)        | 5     | 2:00 | BKFC 58: Markulev vs. Kolev  | 22.03.2024 | Sofia    | Co-Main Event        |
| Wygrana   | 3-0    | Luka Zebec (0-1)                | KO (ciosy pięściami)           | 2     | 2:05 | Armmada 4                    | 04.04.2023 | Nowy Sad | Co-Main Event        |
| Wygrana   | 2-0    | Bojan Kosednar (0-0)            | Decyzja (jednogłośna)          | 3     | 3:00 | Megdan Fighting 10: Na Ruke  | 11.12.2021 | Belgrad  | Main Event           |
| Wygrana   | 1-0    | Dariusz Rutkiewicz (0-0)        | KO (cios)                      | 2     | 1:00 | Genesis 1: Różal vs. Barnett | 23.10.2020 | Łódź     |                      |

### MMA
| Wynik     | Bilans | Przeciwnik     | Rozstrzygnięcie                            | Runda | Czas | Wydarzenie                | Data       | Miejsce | Uwagi      |
| --------- | ------ | -------------- | ------------------------------------------ | ----- | ---- | ------------------------- | ---------- | ------- | ---------- |
| Przegrana | 0-1    | Marcin Wrzosek | TKO (ciosy głową oraz łokciami w parterze) | 1     | ?    | Wotore 5: Krwawy Spektakl | 29.04.2022 | Gdańsk  | Main Event |

## Lista walk w boksie
| Wynik     | Bilans | Przeciwnik (bilans przed walką) | Rozstrzygnięcie       | Runda | Czas | Wydarzenie                                    | Data       | Miejsce | Uwagi                                          |
| --------- | ------ | ------------------------------- | --------------------- | ----- | ---- | --------------------------------------------- | ---------- | ------- | ---------------------------------------------- |
| Wygrana   | 1-1    | Mateusz Murański (0-1)          | Decyzja (jednogłośna) | 3     | 3:00 | MMA Attack 4: Reaktywacja                     | 24.09.2022 | Będzin  | Co-Main Event. Waga open.                      |
| Przegrana | 0-1    | Światosław Kowalenko (0-0)      | Decyzja (jednogłośna) | 4     | 3:00 | Pravda Fight Championship: Monson vs. Nikulin | 26.10.2021 | Moskwa  | Debiut w boksie. Waga półciężka. Co-Main Event |

## Lista walk w kick-boxingu
| Wynik     | Bilans | Przeciwnik (bilans przed walką) | Rozstrzygnięcie                  | Runda | Czas | Wydarzenie                        | Data       | Miejsce | Uwagi |
| --------- | ------ | ------------------------------- | -------------------------------- | ----- | ---- | --------------------------------- | ---------- | ------- | ----- |
| Przegrana | 0-1    | Dawid Załęcki (1-0)             | TKO (kontuzja nogi po nokdaunie) | 1     | 1:24 | High League 5: Alberto vs. Tybori | 10.12.2022 | Łódź    | K-1   |